# 1306
سنة 1306 كانت سنة بسيطة تبدأ يوم السبت (الرابط يظهر نموذج التقويم الكامل للسنة) من التقويم اليولياني.

## مواليد
- النقره كار.

## وفيات
- غياث الدين مسعود.